# La Membrolle-sur-Choisille
Ne doit pas être confondu avec La Membrolle-sur-Longuenée.
Pour les articles homonymes, voir Choisille (homonymie).
La Membrolle-sur-Choisille est une commune française située dans le département d'Indre-et-Loire, en région Centre-Val de Loire.

## Géographie

### Localisation et paysages
La Membrolle-sur-Choisille est une commune d'Indre-et-Loire dans la région du Centre ; elle fait partie du canton de Luynes.
Située à 58 mètres d'altitude et voisine des communes de Mettray, de Fondettes, de Charentilly et de Saint-Cyr-sur-Loire.
2 999 habitants, appelés Membrollais et Membrollaises, résident sur la commune de la Membrolle-sur-Choisille sur une superficie de 6,87 km2 (soit 437 hab./km2).
La Membrolle-sur-Choisille est située à 47° 26' 17 de latitude Nord et 0° 38' 20 de longitude Est.
| Charentilly | Saint-Antoine-du-Rocher    |                     |
|             | La Membrolle-sur-Choisille | Mettray             |
| Fondettes   |                            | Saint-Cyr-sur-Loire |

### Hydrographie

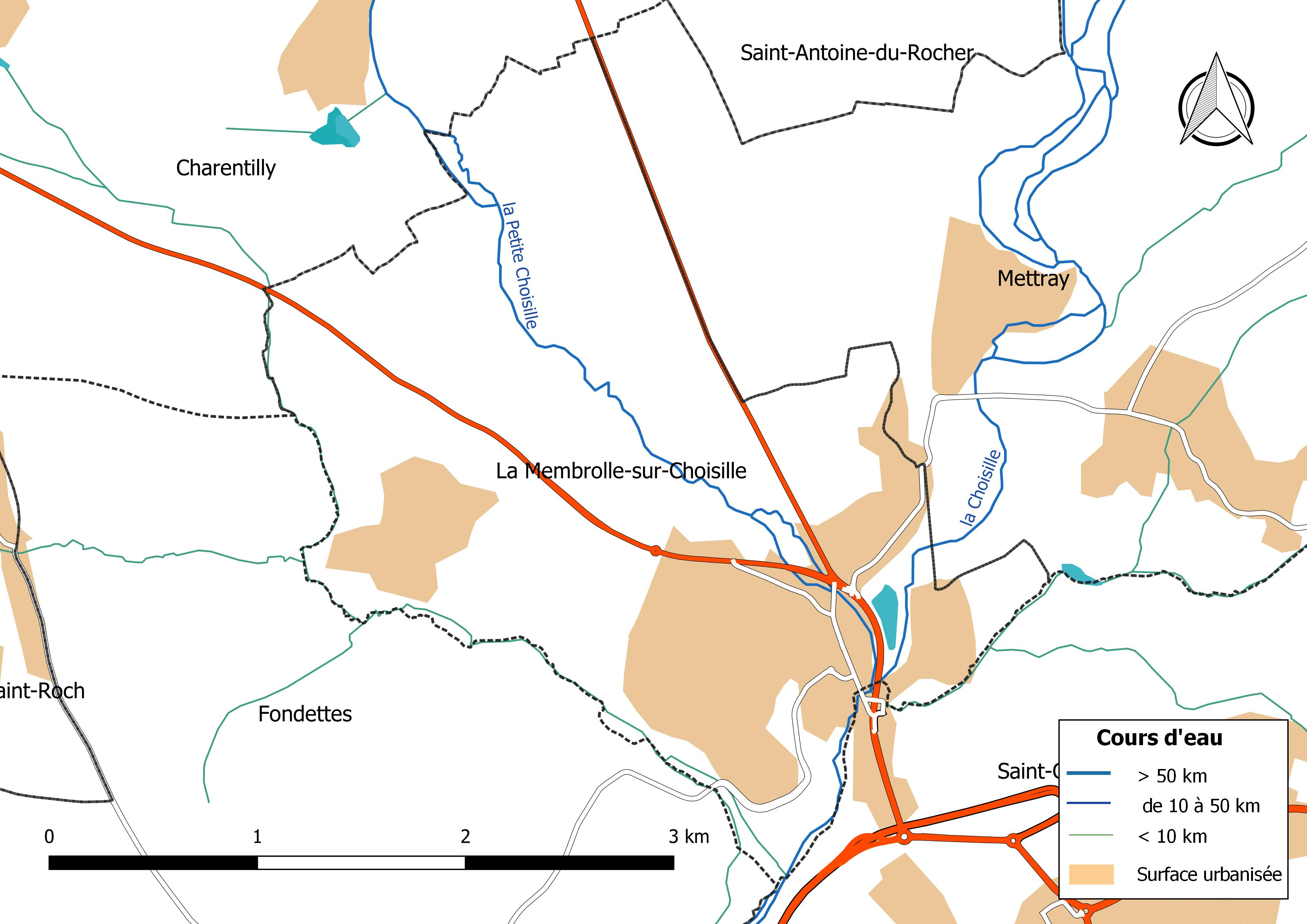
Réseau hydrographique de La Membrolle-sur-Choisille.

Le réseau hydrographique communal, d'une longueur totale de 10,46 km, comprend deux cours d'eau notables, la Choisille (1,626 km) et la Petite Choisille (3,782 km), et six petits cours d'eau pour certains temporaires,.
La Choisille, d'une longueur totale de 26,1 km, prend sa source à 149 mètres d'altitude sur le territoire de la commune de Nouzilly et se jette dans la Loire à Saint-Cyr-sur-Loire, à 42 m d'altitude, après avoir traversé 8 communes. 
Ce cours d'eau est classé dans les listes 1 et 2 au titre de l'article L. 214-17 du code de l'environnement sur le Bassin Loire-Bretagne. Au titre de la liste 1, aucune autorisation ou concession ne peut être accordée pour la construction de nouveaux ouvrages s'ils constituent un obstacle à la continuité écologique et le renouvellement de la concession ou de l'autorisation des ouvrages existants est subordonné à des prescriptions permettant de maintenir le très bon état écologique des eaux. Au titre de la liste 2, tout ouvrage doit être géré, entretenu et équipé selon des règles définies par l'autorité administrative, en concertation avec le propriétaire ou, à défaut, l'exploitant,. 
Sur le plan piscicole, la Choisille est classée en deuxième catégorie piscicole. Le groupe biologique dominant est constitué essentiellement de poissons blancs (cyprinidés) et de carnassiers (brochet, sandre et perche).
La Petite Choisille, d'une longueur totale de 16,5 km, prend sa source dans la commune de Neuillé-Pont-Pierre et se jette dans la Choisille sur le territoire communal, dans le bourg, après avoir traversé 4 communes. 
Ce cours d'eau est classé dans les listes 1 et 2 au titre de l'article L. 214-17 du code de l'environnement sur le Bassin Loire-Bretagne. Au titre de la liste 1, aucune autorisation ou concession ne peut être accordée pour la construction de nouveaux ouvrages s'ils constituent un obstacle à la continuité écologique et le renouvellement de la concession ou de l'autorisation des ouvrages existants est subordonné à des prescriptions permettant de maintenir le très bon état écologique des eaux. Au titre de la liste 2, tout ouvrage doit être géré, entretenu et équipé selon des règles définies par l'autorité administrative, en concertation avec le propriétaire ou, à défaut, l'exploitant,. 
Sur le plan piscicole, la Petite Choisille est également classée en deuxième catégorie piscicole.
Quatre zones humides ont été répertoriées sur la commune par la direction départementale des territoires (DDT) et le conseil départemental d'Indre-et-Loire : « la vallée de la Choisille du Moulin d'Abas au Moulin Gruet », « la vallée de la Choisille de Graffin au Moulin de Garot », « la vallée du Ruisseau de Saint-Roch » et « la vallée de la Petite Choisille du Moulin Robert à l'Epinerie »,.

### Climat
Pour des articles plus généraux, voir Climat du Centre-Val de Loire et Climat d'Indre-et-Loire.
En 2010, le climat de la commune est de type climat océanique dégradé des plaines du Centre et du Nord, selon une étude du CNRS s'appuyant sur une série de données couvrant la période 1971-2000. En 2020, Météo-France publie une typologie des climats de la France métropolitaine dans laquelle la commune est exposée à un climat océanique altéré et est dans la région climatique Moyenne vallée de la Loire, caractérisée par une bonne insolation (1 850 h/an) et un été peu pluvieux.
Pour la période 1971-2000, la température annuelle moyenne est de 11 °C, avec une amplitude thermique annuelle de 14,7 °C. Le cumul annuel moyen de précipitations est de 708 mm, avec 10,6 jours de précipitations en janvier et 6,8 jours en juillet. Pour la période 1991-2020, la température moyenne annuelle observée sur la station météorologique de Météo-France la plus proche, sur la commune de Fondettes à 5 km à vol d'oiseau, est de 11,9 °C et le cumul annuel moyen de précipitations est de 725,7 mm,. Pour l'avenir, les paramètres climatiques de la commune estimés pour 2050 selon différents scénarios d'émission de gaz à effet de serre sont consultables sur un site dédié publié par Météo-France en novembre 2022.

## Urbanisme

### Typologie
Au 1er janvier 2024, La Membrolle-sur-Choisille est catégorisée ceinture urbaine, selon la nouvelle grille communale de densité à sept niveaux définie par l'Insee en 2022.
Elle appartient à l'unité urbaine de Tours, une agglomération intra-départementale regroupant 38  communes, dont elle est une commune de la banlieue,,. Par ailleurs la commune fait partie de l'aire d'attraction de Tours, dont elle est une commune de la couronne,. Cette aire, qui regroupe 162 communes, est catégorisée dans les aires de 200 000 à moins de 700 000 habitants,.

### Occupation des sols
L'occupation des sols de la commune, telle qu'elle ressort de la base de données européenne d’occupation biophysique des sols Corine Land Cover (CLC), est marquée par l'importance des territoires agricoles (52,8 % en 2018), en diminution par rapport à 1990 (55,1 %). La répartition détaillée en 2018 est la suivante : 
zones urbanisées (26,4 %), prairies (23 %), forêts (20,8 %), terres arables (17,3 %), zones agricoles hétérogènes (12,6 %). L'évolution de l’occupation des sols de la commune et de ses infrastructures peut être observée sur les différentes représentations cartographiques du territoire : la carte de Cassini (XVIIIe siècle), la carte d'état-major (1820-1866) et les cartes ou photos aériennes de l'IGN pour la période actuelle (1950 à aujourd'hui).

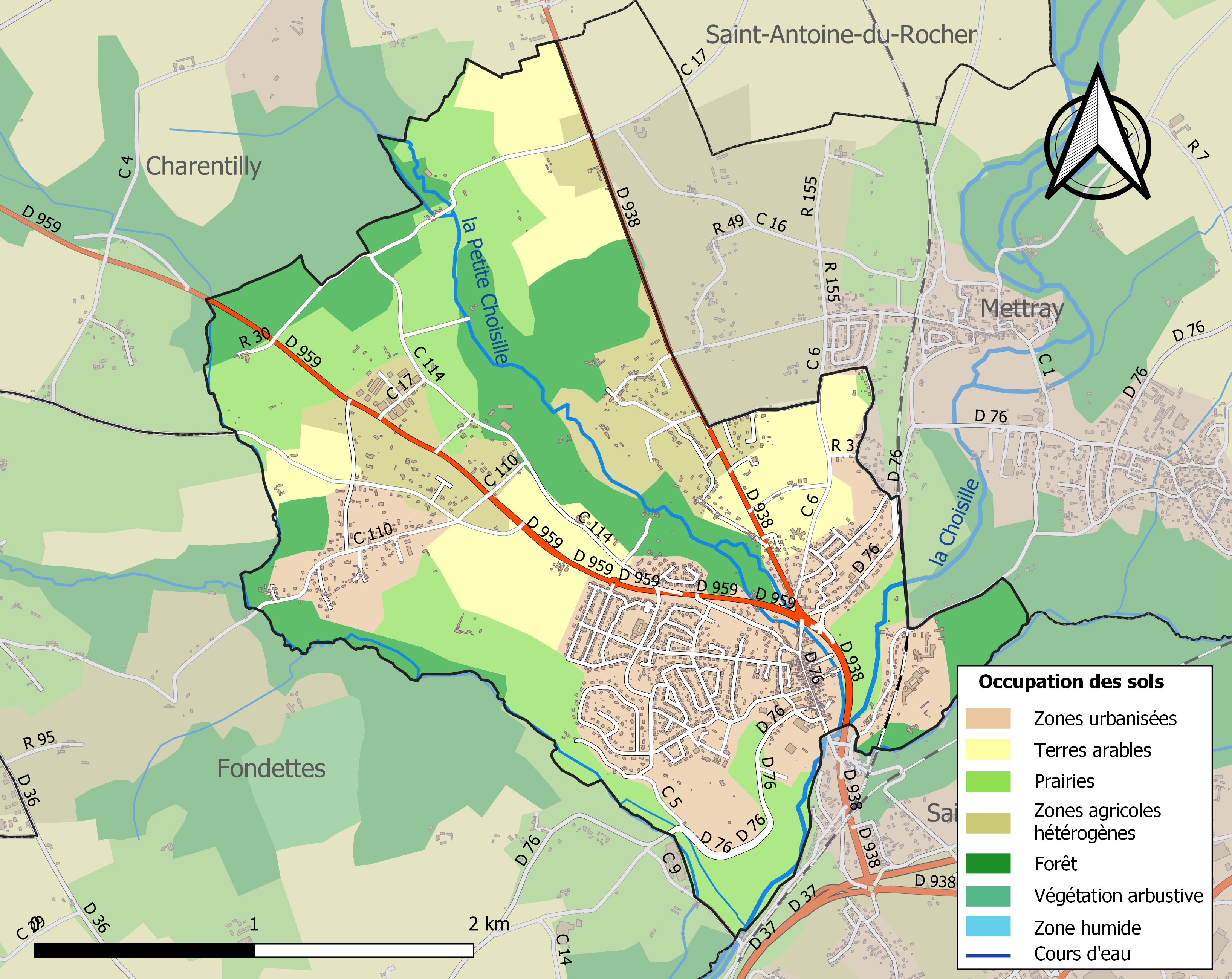
Carte des infrastructures et de l'occupation des sols de la commune en 2018 (CLC).

### Risques majeurs
Le territoire de la commune de La Membrolle-sur-Choisille est vulnérable à différents aléas naturels : météorologiques (tempête, orage, neige, grand froid, canicule ou sécheresse), feux de forêts et séisme (sismicité faible). Un site publié par le BRGM permet d'évaluer simplement et rapidement les risques d'un bien localisé soit par son adresse soit par le numéro de sa parcelle.
Pour anticiper une remontée des risques de feux de forêt et de végétation vers le nord de la France en lien avec le dérèglement climatique, les services de l’État en région Centre-Val de Loire (DREAL, DRAAF, DDT) avec les SDIS ont réalisé en 2021 un atlas régional du risque de feux de forêt, permettant d’améliorer la connaissance sur les massifs les plus exposés. La commune, étant pour partie dans le massif de Bourgueil, est classée au niveau de risque 1, sur une échelle qui en comporte quatre (1 étant le niveau maximal).

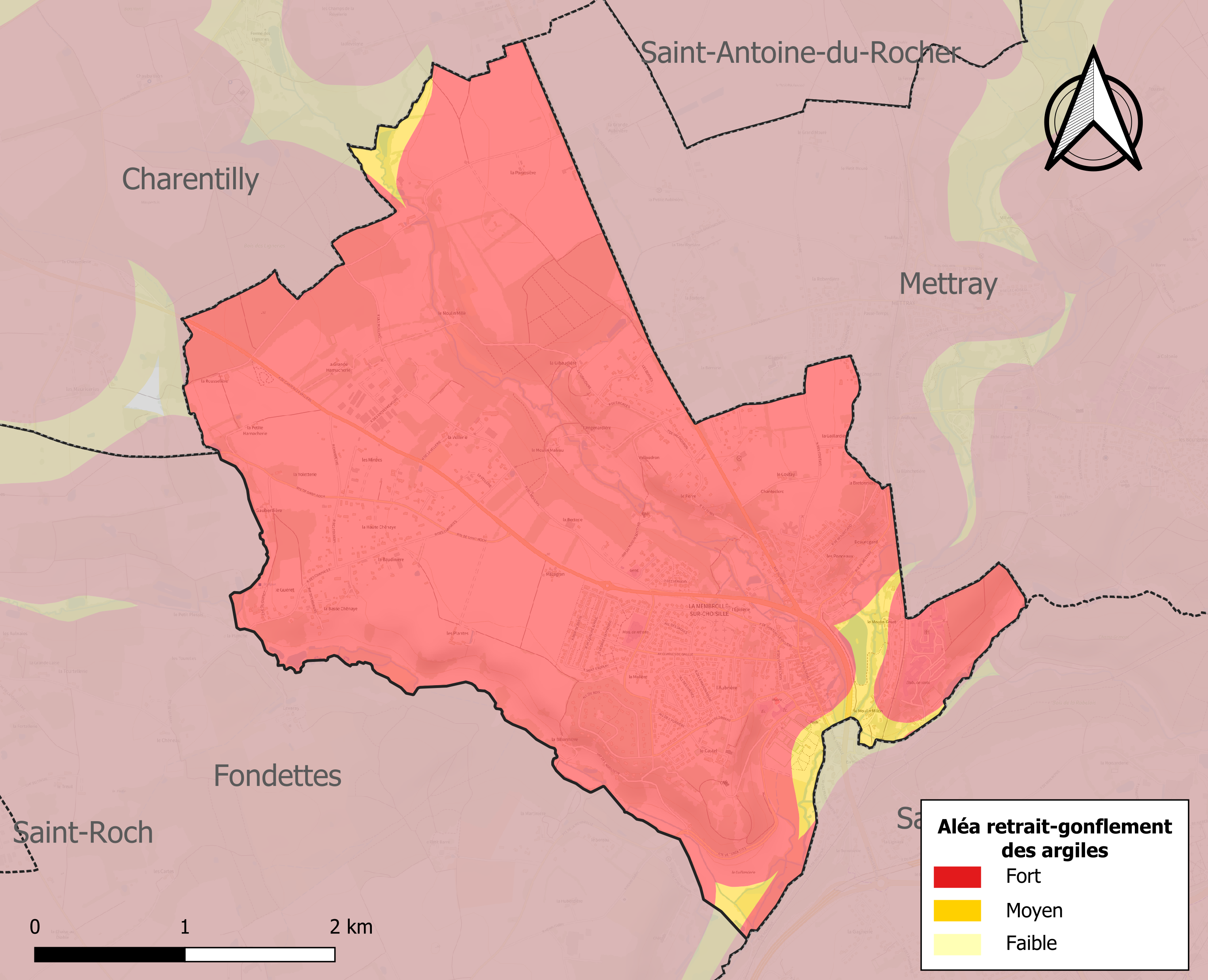
Carte des zones d'aléa retrait-gonflement des sols argileux de La Membrolle-sur-Choisille.

Le retrait-gonflement des sols argileux est susceptible d'engendrer des dommages importants aux bâtiments en cas d’alternance de périodes de sécheresse et de pluie. La totalité de la commune est en aléa moyen ou fort (90,2 % au niveau départemental et 48,5 % au niveau national). Sur les 1 185 bâtiments dénombrés sur la commune en 2019, 1185 sont en aléa moyen ou fort, soit 100 %, à comparer aux 91 % au niveau départemental et 54 % au niveau national. Une cartographie de l'exposition du territoire national au retrait gonflement des sols argileux est disponible sur le site du BRGM,.
Concernant les mouvements de terrains, la commune a été reconnue en état de catastrophe naturelle au titre des dommages causés par la sécheresse en 1990, 1991, 1992, 1993, 1996, 1997, 2005, 2011, 2018 et 2019 et par des mouvements de terrain en 1999 et 2012.

## Toponymie
La Membrolle tire son nom de sa localisation au bord de la Choisille. Dans sa traversée de la commune, le cours d'eau se subdivise en de nombreux bras (les membres) et est rejointe par de nombreux ruisseaux secondaires qui irriguent les prés (les rioles).

## Histoire
La Membrolle-sur-Choisille  était jusqu'en 1873 un hameau de la commune de Mettray, mais celui-ci avait tellement grossi qu'il était devenu plus gros que le bourg principal. Les deux bourgs ont alors été séparés pour former deux communes indépendantes.
La commune connait un fort développement depuis les années 1970, porté par une croissance démographique soutenue par la proximité de la ville de Tours. Les lotissements se sont développés, à l'instar des pavillons dit « Mazagran » qui ont apporté à la commune 150 nouveaux logements pour 300 habitants dans les années 2010. Entre 2010 et 2015, Membrolle connait la troisième plus forte croissance démographique de l'agglomération tourangelle.

## Politique et administration

### Tendances politiques et résultats
| Scrutin             | Scrutin             | 1er tour | 1er tour  | 1er tour | 1er tour | 1er tour  | 1er tour | 1er tour | 1er tour  | 1er tour | 1er tour | 1er tour | 1er tour | 2d tour | 2d tour | 2d tour | 2d tour | 2d tour | 2d tour |
| Scrutin             | Scrutin             | 1er      | 1er       | %        | 2e       | 2e        | %        | 3e       | 3e        | %        | 4e       | 4e       | %        | 1er     | 1er     | %       | 2e      | 2e      | %       |
| ------------------- | ------------------- | -------- | --------- | -------- | -------- | --------- | -------- | -------- | --------- | -------- | -------- | -------- | -------- | ------- | ------- | ------- | ------- | ------- | ------- |
| Présidentielle 2017 | Présidentielle 2017 |          | LR        | 28,63    |          | EM        | 27,97    |          | LFI       | 15,98    |          | FN       | 14,42    |         | EM      | 72,23   |         | FN      | 27,77   |
| Présidentielle 2022 | Présidentielle 2022 |          | LREM      | 33,83    |          | RN        | 19,80    |          | LFI       | 16,17    |          | REC      | 8,64     |         | LREM    | 64,85   |         | RN      | 35,15   |
| Législatives 2022   | 5e                  |          | MoDem-Ens | 32,26    |          | RN        | 17,58    |          | PCF-Nupes | 17,42    |          | LR       | 14,03    |         | MoDem   | 61,31   |         | RN      | 38,69   |
| Législatives 2024   | 5e                  |          | RN        | 32,66    |          | MoDem-Ens | 31,16    |          | PCF-NFP   | 22,60    |          | LR       | 10,87    |         | MoDem   | 61,80   |         | RN      | 38,20   |

### Politique environnementale
Dans son palmarès 2016, le Conseil national de villes et villages fleuris de France a attribué une fleur à la commune au Concours des villes et villages fleuris. La commune obtient une deuxième fleur en 2018.

### Jumelages
- Brachbach (Allemagne)
- Pierreville (Québec)

## Population et société

### Démographie
L'évolution du nombre d'habitants est connue à travers les recensements de la population effectués dans la commune depuis 1876. Pour les communes de moins de 10 000 habitants, une enquête de recensement portant sur toute la population est réalisée tous les cinq ans, les populations de référence des années intermédiaires étant quant à elles estimées par interpolation ou extrapolation. Pour la commune, le premier recensement exhaustif entrant dans le cadre du nouveau dispositif a été réalisé en 2004.

En 2022, la commune comptait 3 270 habitants, en évolution de −2,01 % par rapport à 2016 (Indre-et-Loire : +1,67 %, France hors Mayotte : +2,11 %).
| 1876 | 1881 | 1886 | 1891 | 1896 | 1901 | 1906 | 1911 | 1921 |
| ---- | ---- | ---- | ---- | ---- | ---- | ---- | ---- | ---- |
| 801  | 794  | 763  | 706  | 699  | 686  | 652  | 675  | 727  |

| 1926 | 1931 | 1936 | 1946  | 1954  | 1962  | 1968  | 1975  | 1982  |
| ---- | ---- | ---- | ----- | ----- | ----- | ----- | ----- | ----- |
| 776  | 837  | 929  | 1 061 | 1 194 | 1 261 | 1 217 | 1 885 | 2 569 |

| 1990  | 1999  | 2004  | 2006  | 2009  | 2014  | 2019  | 2022  | - |
| ----- | ----- | ----- | ----- | ----- | ----- | ----- | ----- | - |
| 2 644 | 2 928 | 3 054 | 3 049 | 3 016 | 3 129 | 3 300 | 3 270 | - |

### Enseignement
La Membrolle-sur-Choisille se situe dans l'Académie d'Orléans-Tours (Zone B) et dans la circonscription de Saint-Cyr-sur-Loire.
La commune compte 3 établissements scolaires : l'école maternelle René Gonthier, l'école élémentaire et une école primaire privée Montessori.

### Manifestations culturelles et festivités
- Depuis 2006 a lieu le traditionnel Tournoi open d'échecs des Chevaux Légers de la Choisille. Celui-ci a lieu généralement à Pâques. Le club d'échecs fait partie des 100 meilleures écoles du jeu d'échecs de France.
- Depuis 1996, chaque premier week-end de mai a lieu la Course de côte de la Choisille organisée par l’écurie MG Racing.
- Depuis 2014, la municipalité organise le dernier weekend de novembre un marché de l'avent.
- Depuis 2015, la municipalité organise en juin le festival Rock'n Membrolle qui attire de nombreux amateurs de musique rock.

## Lieux et monuments
- Église Notre-Dame-des-Eaux
- Château de l'Aubrière
- Moulin Boutard inscription par arrêté du 28 mai 1951 sur la liste des monuments historiques, base Mérimée
- Playground de LM, terrain de basketball extérieur, théâtre de matchs mythiques de basket et de foot de rue

### Personnalités liées à la commune
- Louis Bérard, homme politique, ingénieur, industriel et haut fonctionnaire français, y est décédé le 23 janvier 1859.
- Georges Feydeau, dont une partie de sa pièce La Dame de chez Maxim se déroule à La Membrolle.
- Emmanuel Chabrier a passé très souvent ses vacances à La Membrolle et y a composé Gwendoline.
- Henri-Ernest Martell a construit le château de l'Aubrière à La Membrolle en 1864 (famille des cognacs Martell).
- Madeleine de Vaufreland épouse de Louis Serbat, propriétaire du château de l'Aubrière de 1901 à 1909.

### Héraldique
| Blason de La Membrolle-sur-Choisille | Les armes de La Membrolle-sur-Choisille se blasonnent ainsi : Losangé d'or et de gueules. |